# Francamente, querida, me importa un bledo

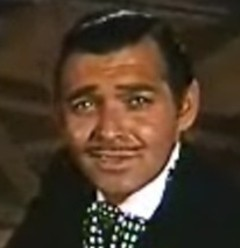
Clark Gable como Rhett Butler en Lo que el viento se llevó.

«Francamente, querida, me importa un bledo» (cuya versión original en inglés es: «Frankly, my dear, I don't give a damn») es una frase de la película Lo que el viento se llevó (1939). Se ha convertido en una de las más populares de la historia del cine.

## La frase en la película y la novela
La frase en cuestión fue pronunciada por el actor Clark Gable, interpretando a Rhett Butler, en lo que son sus últimas palabras a Scarlett O’Hara (Vivien Leigh). Ocurre cerca del final de la película, cuando Scarlett le pregunta a Rhett: «¿A dónde iré? ¿Qué haré?», cuando él la abandona. Él le responde la famosa frase antes de cerrar la puerta (en la versión original en inglés: «Frankly, my dear, I don't give a damn»). La línea no sólo se volvió famosa porque contenía una «mala palabra» para esa época (en inglés: damn, lit. 'maldición'), sino porque en la trama de la película, la famosa línea demuestra que Rhett se ha cansado de Scarlett y la tumultuosa relación entre ellos. Después de estar más de una década buscando infructuosamente el amor de la codiciosa Scarlett, a Rhett finalmente ya no le importa lo que le pase a ella en adelante.
Incorporada a la cultura popular anglosajona, y particularmente estadounidense, la frase ha sido citada muchas veces, a veces incorrectamente; por ejemplo: «Francamente, Scarlett, me importa un bledo» («Frankly, Scarlett, I don't give a damn»). A menudo, informalmente, se asegura que la frase es el último diálogo de la película, cuando en realidad es: «¡Después de todo, mañana es otro día!» («After all, tomorrow is another day!»), dicho por Scarlett.
En la novela homónima en que se basa la película, Rhett no dice «francamente», sino simplemente, «Querida mía, me importa un bledo». El contexto también es diferente; está hablando a Scarlett en voz baja dentro de una habitación y no saliendo dramáticamente de la casa.
La cita fue votada como la mejor frase cinematográfica por el American Film Institute en el año 2005. El comentario que hace Vito Corleone en la película El padrino, «Le haré una oferta que no podrá rechazar» («I'm going to make him an offer he can't refuse»), acabó en el segundo puesto.

## Conflicto con el código de producción
Antes de la salida de la película, los censores objetaron el uso de la palabra «damn» en la película, pues se trataba de una palabra prohibida por el código de producción. Aunque persiste la leyenda de que la Hays Office cobró al productor David O. Selznick $5.000 por usar la palabra damn, de hecho la Asociación de películas de los Estados Unidos (Motion Picture Association of America) hizo una enmienda en el Código de producción el 1 de noviembre de 1939, que impedía el uso de las palabras «hell» («infierno») y «damn» («bledo», aunque literalmente «damn» significa «maldición») excepto cuando su uso «fuere esencial y requerido para recrear, en el apropiado contexto histórico, cualquier escena o diálogo basado en hechos históricos o del folclor [...] o una cita de una obra literaria, a menos que el uso fuere intrínsecamente objetable u ofendiere el buen gusto». Con esta enmienda, la administración del código de producción ya no tuvo ninguna objeción que hacer a la línea final de Rhett.

## Parodias
Hay muchas parodias de esta frase:
- En la película Clue, Wadsworth dice cerca del final "Francamente, Srta. Scarlet, me importa un bledo".
- En la Película de los Muppets (1979), cuando Miss Peggy se une al grupo que va a Hollywood, la rana René le contesta, "Francamente, Miss Peggy, me importa un bocinazo ('hoot')".
- En la película La Máscara, el personaje de Jim Carrey realiza una parodia de la línea fingiendo que se muere de un balazo e, imitando la voz de Rhett Buttler, dice "Sabes qué, Scarlett, sí me importa un bledo".
- En un episodio de El Crítico, Duke cita varias líneas famosas de películas y cómo él las cambiaría para volverlas más comerciales. Él cambia la línea de Lo que el viento se llevó a: "Francamente, querida, me importa un jamón ('ham')", por el parecido de ham a damn.
- En un episodio de Los Simpson la frase es cambiada por: "Francamente querida, casémonos, te amo", editada para ancianos.
- En la película Kung Fu Sion, la frase es cambiada por: "Francamente, querido, me importa un bledo".
- En Corpse Bride, una mujer anciana le dice incrédula al esqueleto viviente de su esposo "Pero llevas 15 años muerto...", a lo que él responde abrazándola apasionadamente y diciendo "Frankly, my dear, I don't give a damn" ("Francamente, querida, me importa un bledo").
- En un episodio de la serie Daria, la protagonista Daria Morgendorffer parodia la frase en un diálogo con su hermana Quinn. Quinn le dice que esa noche darán en televisión Lo que el viento se llevó y que quiere que la vean juntas, a lo cual Daria responde "Francamente, Quinn, me importa un bledo".
- En el especial Las sombrías aventuras de Los chicos del barrio, cuando Calavera siente que su guadaña se fusionó con algo, Número 1 dice "a decir verdad, me importa un bledo, yo me voy de esta casa".
- En el libro "Historias de East High: La hora de la verdad", Sharpay aparece disfrazada de Vivien Leigh y reta a la gente a adivinar quién es. Cuando Zeke lo adivina, le dice "Francamente, querida, es mi película favorita".

## Me importa un bledo / Eso no me importa
En el doblaje español de la película, Rafael Luis Calvo dice una frase más suave que la original: "Francamente querida, eso no me importa".